# Libina
Libina (deutsch Liebau) ist eine Gemeinde in Tschechien. Sie liegt zwölf Kilometer südöstlich von Šumperk und gehört zum Okres Šumperk. Die Gemeinde entstand 1961 durch Zusammenschluss der Gemeinden Dolní Libina, Horní Libina und Obědné.

## Geographie
Libina erstreckt sich über acht Kilometer entlang der Bäche Libinský potok und Mladoňovský potok bis zur Oskava von der Úsovská vrchovina (Ausseer Hügelland) bis zum Hornomoravský úval (Obermährische Senke). Südwestlich erheben sich der Bradlo (Bradlstein, 600 m) und der Tří kameny (Dreistein, 558 m), im Osten der Brdo (497 m).
Nachbarorte sind Mladoňov und Václavov im Norden, Oskava und Mostkov im Nordosten, Břevenec im Osten, Šumvald im Südosten, Nová Hradečná und Lipinka im Süden, Kamenná im Südwesten, Nedvězí und Obědné im Westen sowie Benkov, Dlouhomilov, Dolní Olešná, Horní Olešná und Hrabišín im Nordwesten.

## Gemeindewappen
Seit 2001 besitzt Libina ein neues Gemeindewappen, das aus dem alten Siegel mit der Pfarrkirche St. Georg auf flachem Grund zwischen zwei Laubbäumen entwickelt wurde. Das Emblem ruft mit dem Banner des roten Georgskreuzes auf weißem Grund in den Pranken des goldenen Löwen die Weihe an den Heiligen in Erinnerung. Der nach links aufgerichtete Löwe bezieht sich auf das Wappen der Herrschaft Šumvald (Schönwald). Die in Rot und Gold geviertelte untere Hälfte des Schildes von Libina repräsentiert das traditionelle rot-goldene Stammwappen der Liechtensteiner. Das blaue Farbfeld des Hintergrunds in der oberen Hälfte soll den Ortsbach Libinský potok symbolisieren, der den gesamten Ort durchfließt. Das Wappen stellt eine heraldisch vereinfachte Fassung des von einer kommunalen Arbeitsgruppe entworfenen Vorschlags dar.

## Geschichte
Die erste urkundliche Erwähnung des Dorfes erfolgte 1348, als es mit weiteren Orten an die Schönberger Landgüter angeschlossen wurde. 1535 erwarben die Herren von Boskowitz auf Aussee das Dorf und schlugen es ihrer Herrschaft zu. Später gelangte der Ort auf dem Erbwege an Friedrich von Zierotin auf Blauda, der Liebau 1568 der Königsstadt Unczow verkaufte. Zu dieser Zeit wurde zwischen Liebau Dorf, Lhota und Seite unterschieden. Seit dem 17. Jahrhundert wurden die Teile des an der deutsch-tschechischen Sprachgrenze gelegenen Dorfes durch die Attribute Deutsch und Böhmisch (bzw. im Tschechischen mit Moravská) unterschieden. Das Oberdorf wurde wegen seiner deutschen Besiedlung als Deutsch Liebau / Německá Libina bezeichnet, während der untere Teil an der Oskava Böhmisch Liebau / Moravská Libina genannt wurde. 1821 gründete Norbert Langer in Deutsch Liebau eine Textilmanufaktur.

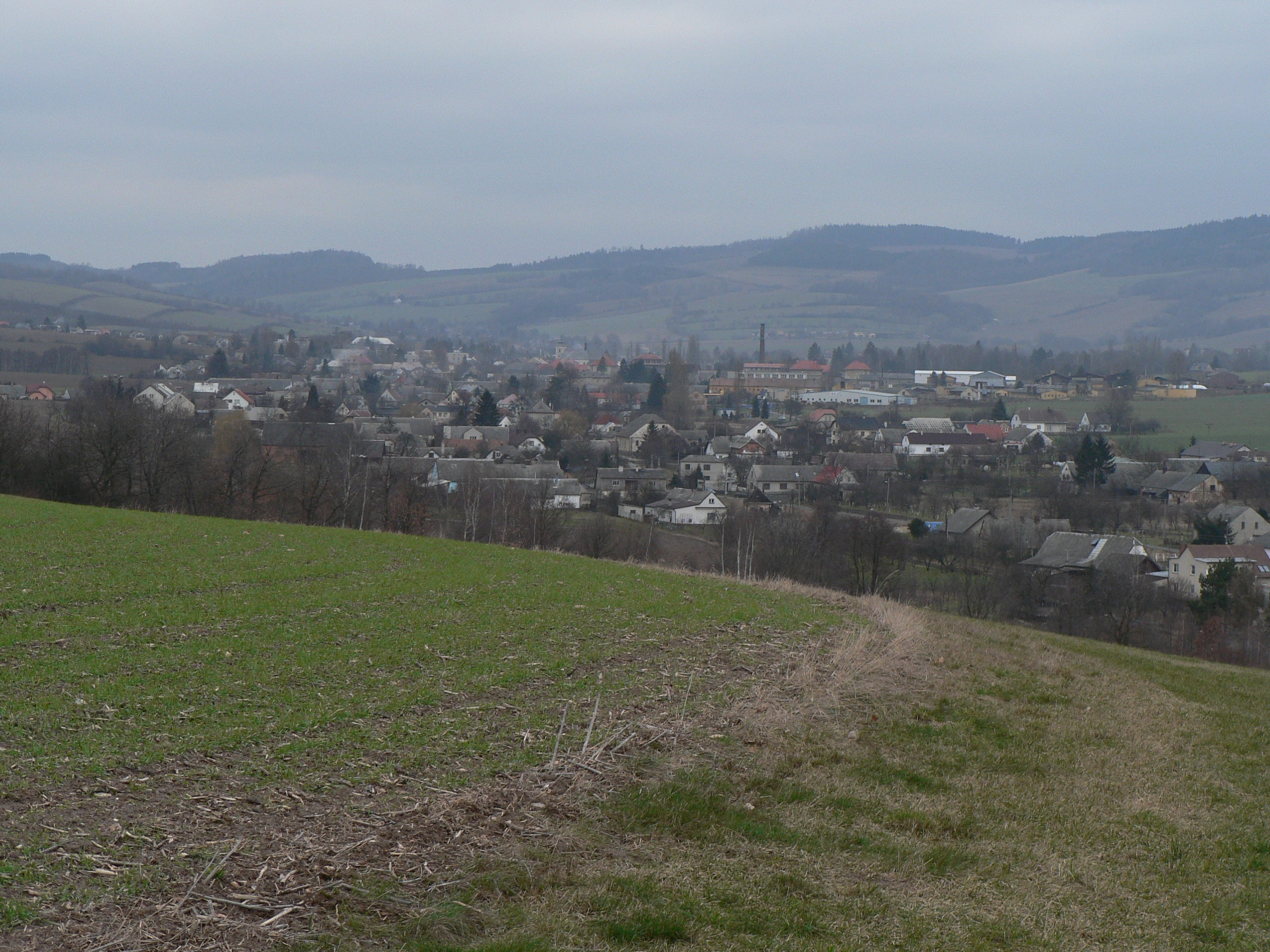
Blick auf Libina

Nach der Aufhebung der Patrimonialherrschaften bildete Deutsch Liebau ab 1850 eine Gemeinde im Bezirk Mährisch Schönberg. Böhmisch Liebau bildete ebenfalls eine eigene politische Gemeinde, sie gehörte zum Bezirk Littau und ab 1907 zum Bezirk Sternberg. Im Jahre 1875 wurde die Sieb- und Drahtgeflechtwarenfabrik Zimmermann gegründet. Zwischen 1886 und 1890 entstand die Langersche Mechanische Spinnerei, die zwischen den Weltkriegen 900 Beschäftigte hatte. Daneben bestand seit 1866 die Textilfabrik Kauer. 1890 kamen mit den Fabriken von Pabel und Federmann zwei weitere hinzu und 1906 entstand die Spinnerei Blaschek. Im Ort wurden des Weiteren drei Steinbrüche, zwei Ziegeleien und drei Mühlen betrieben. Außerdem befand sich in Deutsch Liebau das städtische Forstrevier von Mährisch Neustadt. 1930 lebten in der Marktgemeinde Deutsch Liebau 4224 Menschen, in Liebesdorf waren es 443 und in Böhmisch Liebau 808.
Nach dem Münchner Abkommen wurden alle drei 1938 dem Deutschen Reich angeschlossen. Deutsch Liebau und Liebesdorf gehörten bis 1945 zum Landkreis Mährisch Schönberg; Böhmisch Liebau zum Landkreis Sternberg. 1939 hatte Böhmisch Liebau 751 Einwohner, Deutsch Liebau 3909 und Liebesdorf 420. Nach dem Zweiten Weltkrieg erfolgten die Vertreibung der deutschen Bewohner und eine Neubesiedlung mit Tschechen.
1947 wurde Německá Libina in Horní Libina und Moravská Libina in Dolní Libina umbenannt. Der Status von Horní Libina als Městys, einer Marktgemeinde, wurde 1948 nicht erneuert und der Ort sank zum Dorf ab. Zum 1. Jänner 1960 wurde die Gemeinde Libina gebildet, da kam Dolní Libina aus dem aufgelösten Okres Šternberk zum Okres Šumperk.

## Gemeindegliederung
Die Gemeinde Libina besteht aus den Ortsteilen Dolní Libina (Böhmisch Liebau), Horní Libina (Deutsch Liebau) und Obědné (Liebesdorf).

## Sehenswürdigkeiten

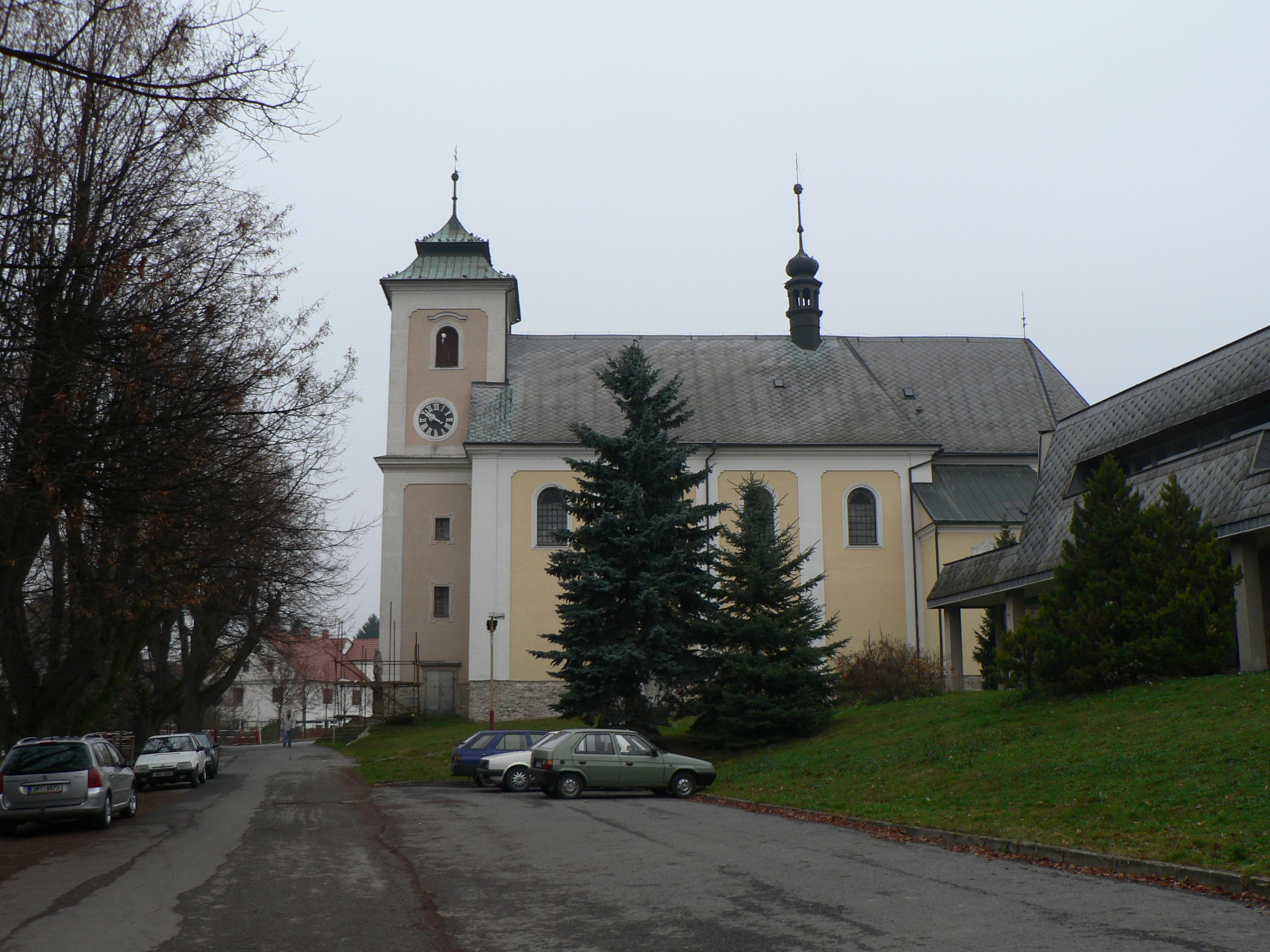
Pfarrkirche St. Georg

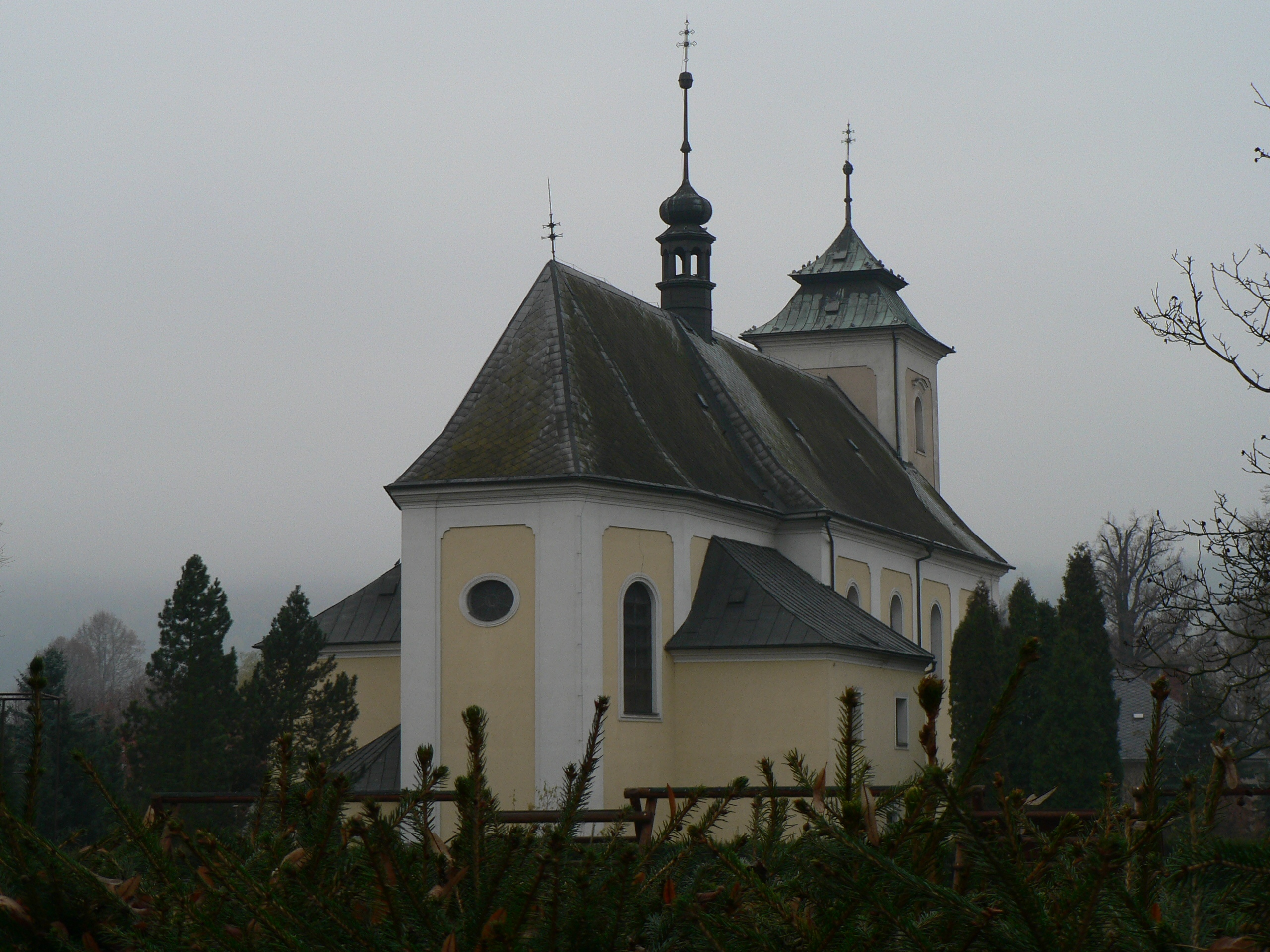
Pfarrkirche St. Georg, Chorseite außen

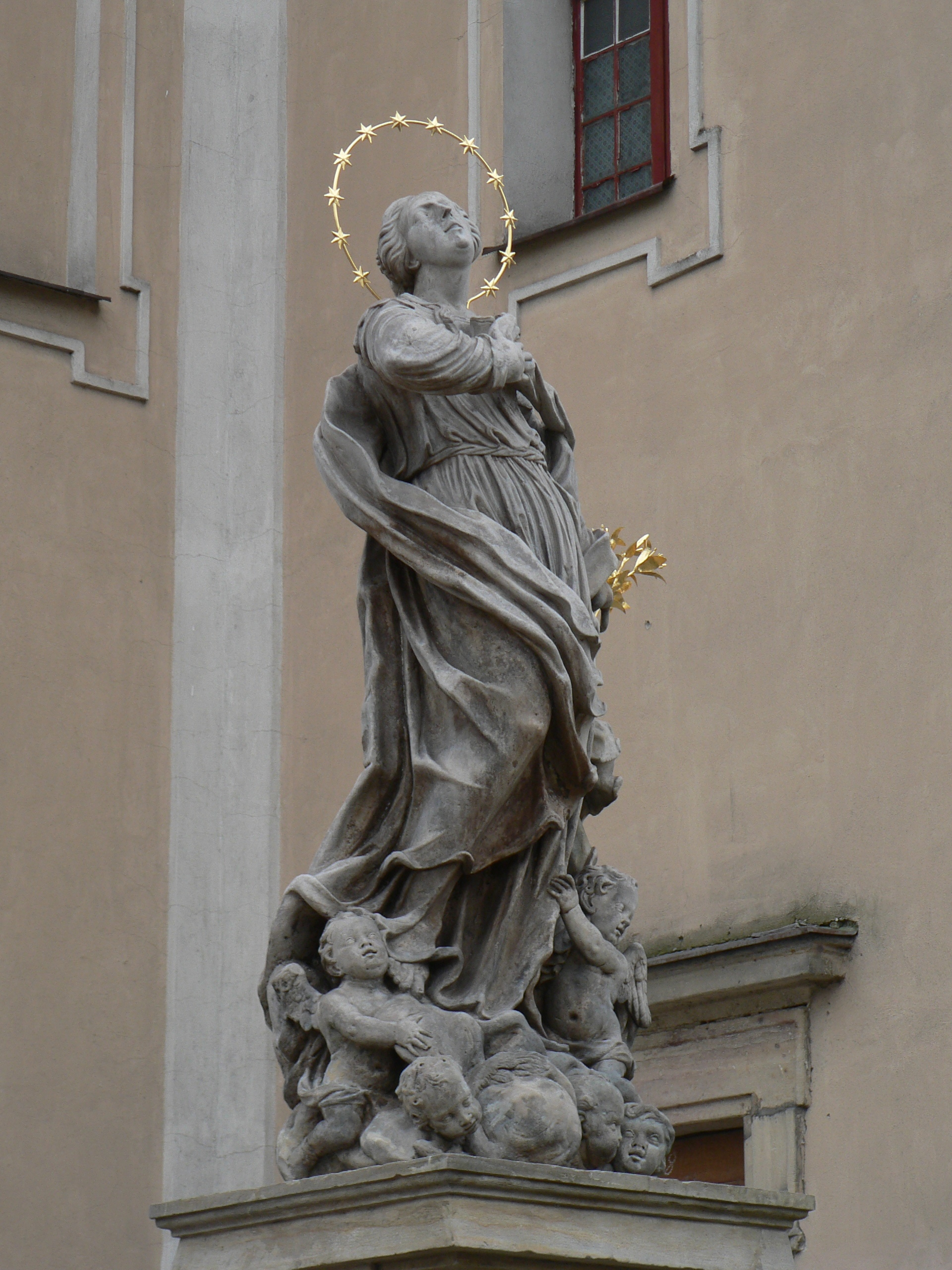
Marienstatue

Das Dorf ist in das Verzeichnis der Sehenswürdigkeiten des kulturellen Erbes aufgenommen.

### Pfarrkirche St. Georg
Die dem Heiligen Georg geweihte Kirche Kostel sv.Jiří ist ein barocker Bau aus dem 18. Jahrhundert, dessen Architektur an die Kirche Jungfrau Mariä Himmelfahrt (Kostel Narození Panny Marie) in Nový Malín (Frankstadt) erinnert. Die Liebauer Kirche wurde 1958 in die Liste der Kulturdenkmäler aufgenommen. Ihr barockes Aussehen verdankt sie einem radikalen Erweiterungsumbau im Jahre 1721. Mittelalterlichen Ursprungs sind das Fundament des Turms und möglicherweise der Grundriss der Kirche. Auf der rechten Seite der westlichen Turmfront befindet sich eine barocke Statue des Heiligen Johannes von Nepomuk aus den Jahren 1715–1720, in deutlicher Gegenüberstellung die Statue der Jungfrau Maria, eine Barock-Skulptur. Eingedenk der Pestopfer in der Gemeinde enthielt die ursprüngliche Inschrift die Bitte um Befreiung von Pest, Hunger und Krieg und wies durch hervorgehobene Buchstaben die Jahreszahl 1715 auf.
Der einschiffige Bau mündet in einem eingerückten fünfeckigen Chor. Der Altarraum ist ein Tonnengewölbe mit dreiteiligen Lünetten als Abschluss. Als Wandpfeiler dienen Pilaster mit ionischen Kapitellen und Stuckgirlanden mit Blumen und Früchten. Das schlichte Äußere wird flankiert durch zwei Anbauten, der Chorkapelle und der Sakristei. Ein kleinerer Anbau beherbergt eine Grotte mit Jesus auf dem Ölberg.
Die Geschichte der Ausstattung ist bestimmt durch mehrfache Umbauten, Veräußerungen von Sakralgegenständen und Kunstwerken sowie Neuanschaffungen und Renovierungen besonders des Altarbildes des Seitenaltars vom Heiligen Georg. Nach Bohumil Samek befinden sich hinter dem Hauptaltar ein Gemälde des Heiligen Georg von Josef Jansa (1863) und Reste der ursprünglichen Retabel mit den Holzfiguren der Heiligen Petrus und Paulus und der Skulptur der Heiligen Dreifaltigkeit. Von der Erstausstattung sind erhalten die Kanzel, das Marmortaufbecken (1725) und das Altarbild vom Seitenaltar des Heiligen Antonius von Padua von Johann Christoph Handke (1725), das sehr wahrscheinlich aus der Kirche von Mladoñov (Bladensdorf) stammt. Die Orgel aus der Zeit um 1775 ist das Werk eines unbekannten Orgelbauers.

### Kreuzigungsgruppen

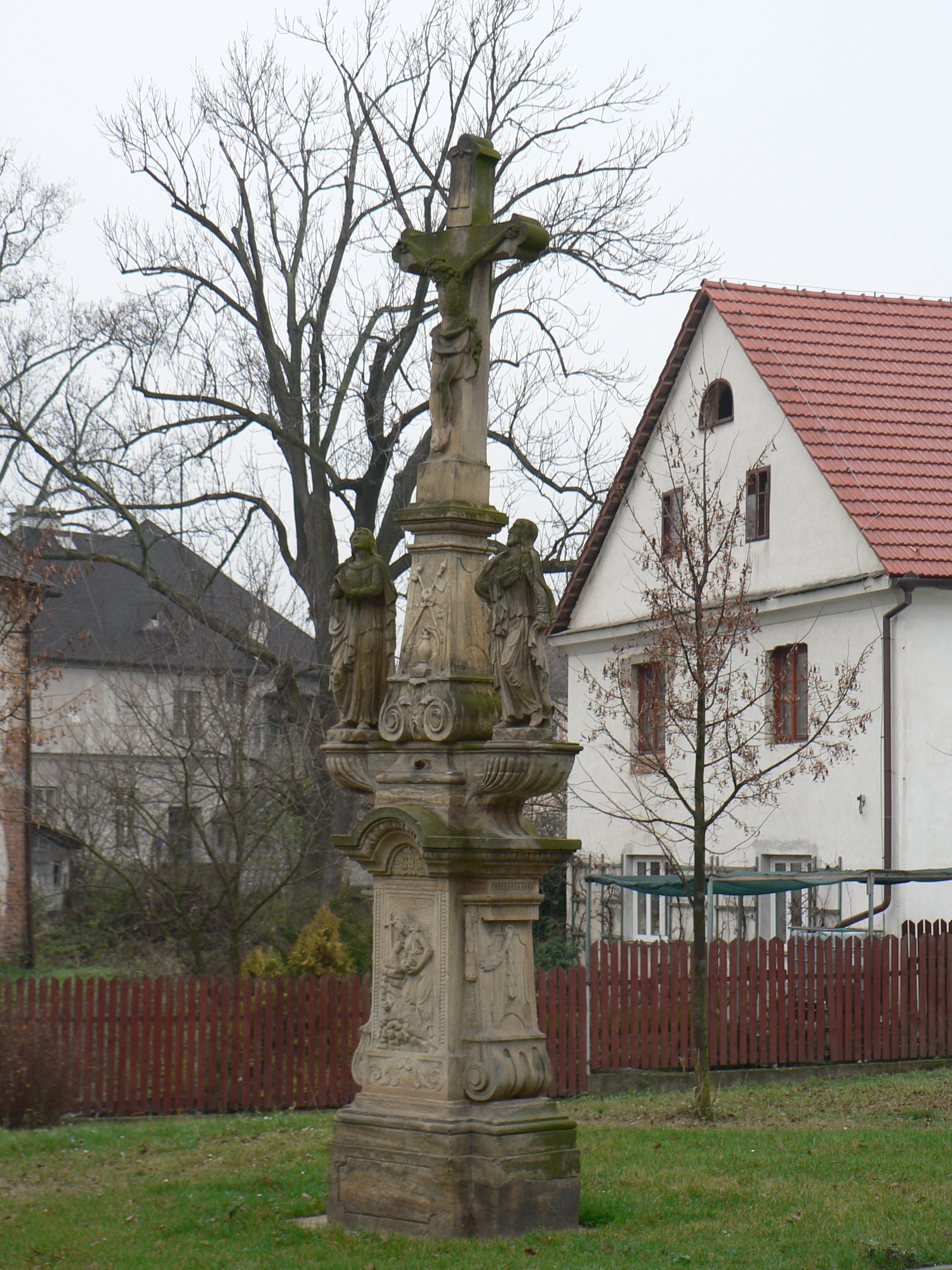
Kalvarie bei der Kirche St. Georg

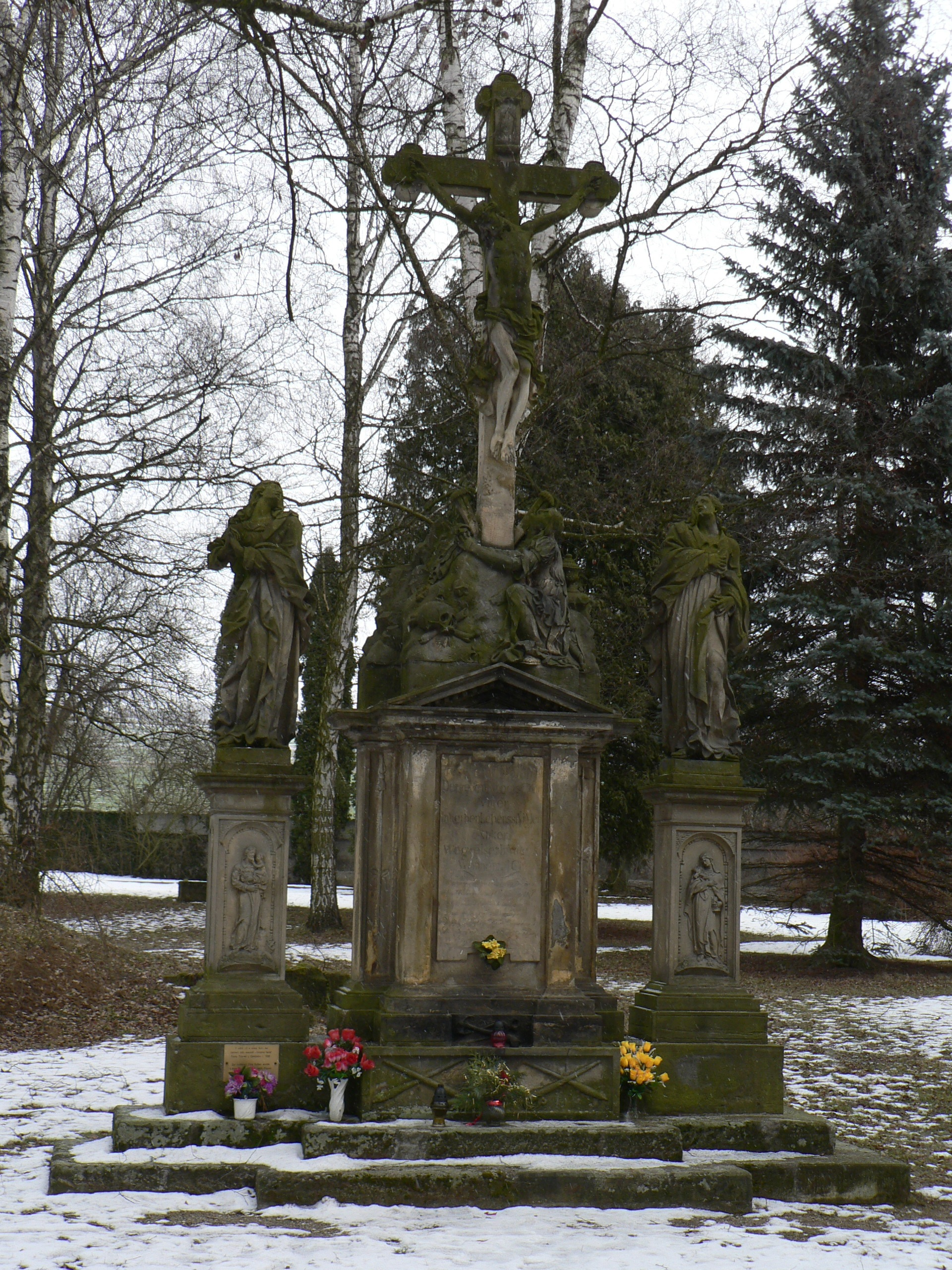
Kreuz am Friedhof

- Die Kalvariensäule in der Nähe der Kirche ist eine klassizistische Steinarbeit aus der Wende des 18. und 19. Jahrhunderts.[8] Das Kreuz mit dem Gekreuzigten bildet die Mittelachse, auf deren seitlich ausgelegten Konsolen die Figuren der Jungfrau Maria und des Jüngers Johannes stehen. Die Skulpturen mit ihrer bewegten Gestik und dem Faltenwurf der Gewänder kontrastieren zu der Statik des Kreuzes und den massiven Voluten mit den Marterwerkzeugen. Auf dem Sockel befinden sich Reliefs der Heiligen Rosalia.
- Der kleine Kalvarienberg[9] mit Balustrade am Weg nach Dolní Libina[10] wird als einzigartige Rokoko-Skulptur bezeichnet.[11] Das Denkmal zeigt den erhöhten Gekreuzigten, flankiert von den Figuren der Mutter Maria und des Evangelisten Johannes auf separaten prismatischen Sockeln mit Voluten. Am Fuße des Kreuzes auf einer erhabenen Kartusche kniet Maria Magdalena. Die einzelnen Figurenelemente fügen sich zu einem bewegten kompositorischen Gesamtbild, das eingefasst wird von einer steinernen Gebetsbank, auf deren Säulen figürliche Reliefs aus dem Leben Christi eingearbeitet sind. Die Rückseite trug in deutscher Sprache die Inschrift: „Errichtet von Friderich Ridel im Jahre 1767“[12].

- Das Friedhofskreuz[13] wurde anlässlich der Weihe des neuen Friedhofs im Jahre 1836 von der Handelsfamilie Josef Sawodny aus Liebesdorf gestiftet[14]. Der Gekreuzigte und die auf felsigem Boden kniende Maria Magdalena ruhen auf einem quadratischen Sockel mit Schriftplatte und dreieckigem Giebel, die Heilige Maria und der Heilige Johannes sind auf niedrigere prismatische Sockel montiert, auf denen die Jungfrau Maria mit dem Jesuskind und der Heilige Josef mit dem Kind in flach gerundeten Nischen stehen. Die monumentale Skulptur zeigt die Formmerkmale des Historismus.
- Die Dreifaltigkeitssäule, ein klassizistisches Werk von 1796[15] erhebt sich über einem Sockel mit den Reliefs Mariä Verkündigung durch den Erzengel Gabriel und des Heiligen Georg. Die lateinische Inschrift auf dem Sockel stellt das Dorf unter den Schutz der „Allerheiligsten Dreifaltigkeit“.

### Kapellen
- Das im neubarocken Stil von dem akademischen Bildhauer Josef Obeth[16] für den 1934 verstorbenen Firmenchef Adolf Langer[17] entworfene Mausoleum im jetzt neu gestalteten Liebauer Park[18] ist ein freistehender Rundbau. Die Frontseite wird durch ein dekoratives schmiedeeisernes Tor und flankierende Säulenpaare mit einfachen Kapitellen gegliedert. Sie tragen einen gespaltenen Volutengiebel mit einer sitzenden Engelsfigur über dem Eingang. Die glockenförmige Dachkuppel wird von einer Laterne gekrönt, auf die ein Kreuz gesetzt ist. Über dem Sarkophag im Inneren der Gruft erhebt sich das Halbrelief des auferstandenen Christus, daneben befindet sich die Marmorbüste von Adolf Langer.[19]
- Kaplička Loučení, die Kapelle des Abschieds,[20] unweit des Pfarrgartens ist eine Kapelle mit rechteckigem Grundriss und flacher Apsis. Die Gewölbekuppel ruht auf vier klassischen Säulen. In der zweigeschossigen Nische ist in der oberen Hälfte der Abschied Jesu von der Gottesmutter dargestellt. Darunter befindet sich die Steinfigur der Pestheiligen Rosalia. Architektur und Ausstattung sind original.[9] Die Kapelle wurde 1716 nach den Pestjahren, die 74 Opfer forderten, von Pfarrer Martin Georg Neugebauer aus Dankbarkeit für Schutz und Hilfe in schwerer Not errichtet. Während der Pestzeit feierte der Priester im abgeriegelten Unterort in der St. Rochus-Kapelle (Kaple Sv. Rocha) Gottesdienst.[21] Beide Pestkapellen sind restauriert.
- Kapelle in Dolní Libina

### Profanbauten

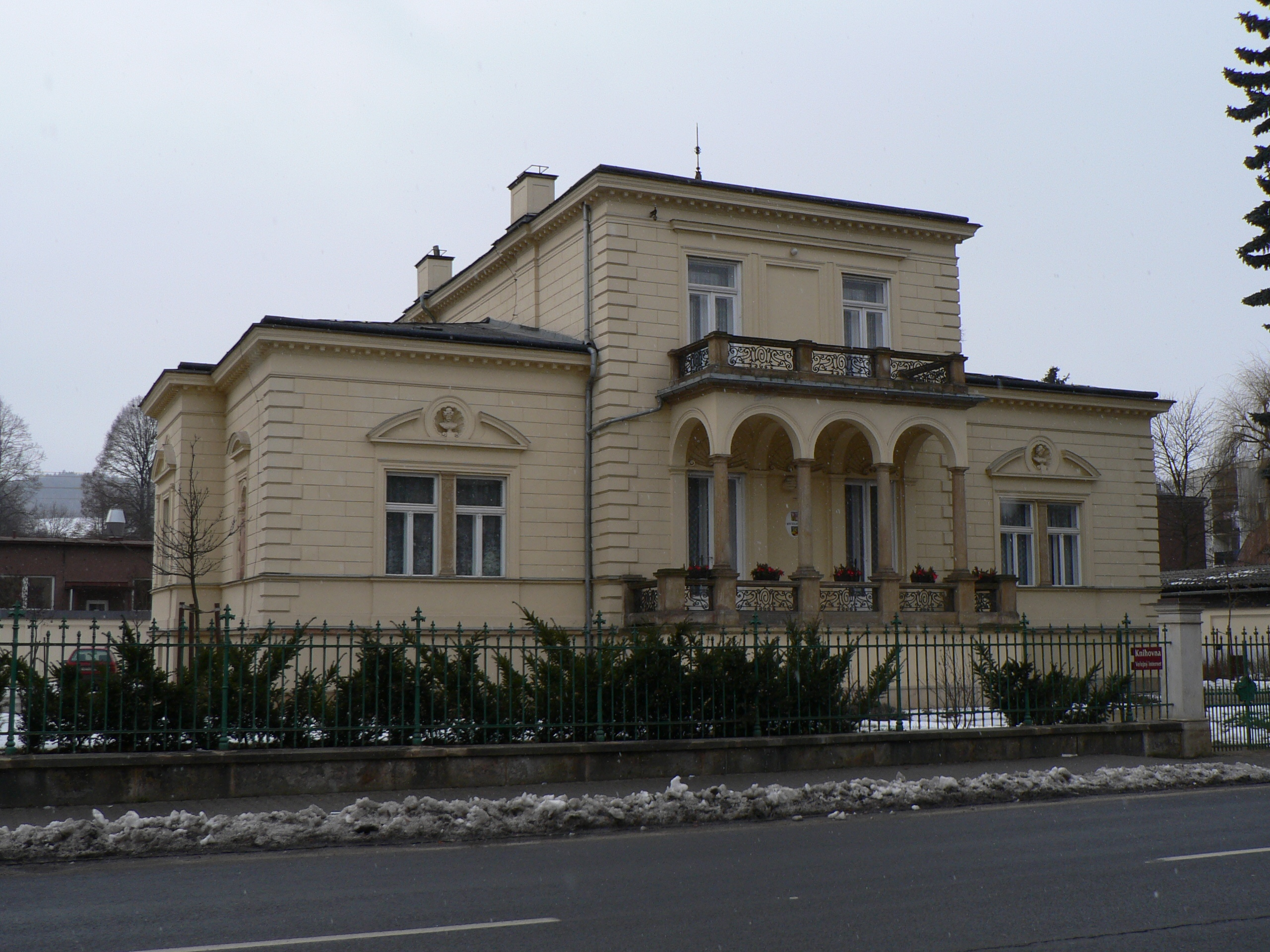
Neorenaissance-Villa (ehemalige „Langer-Villa“) um 1900

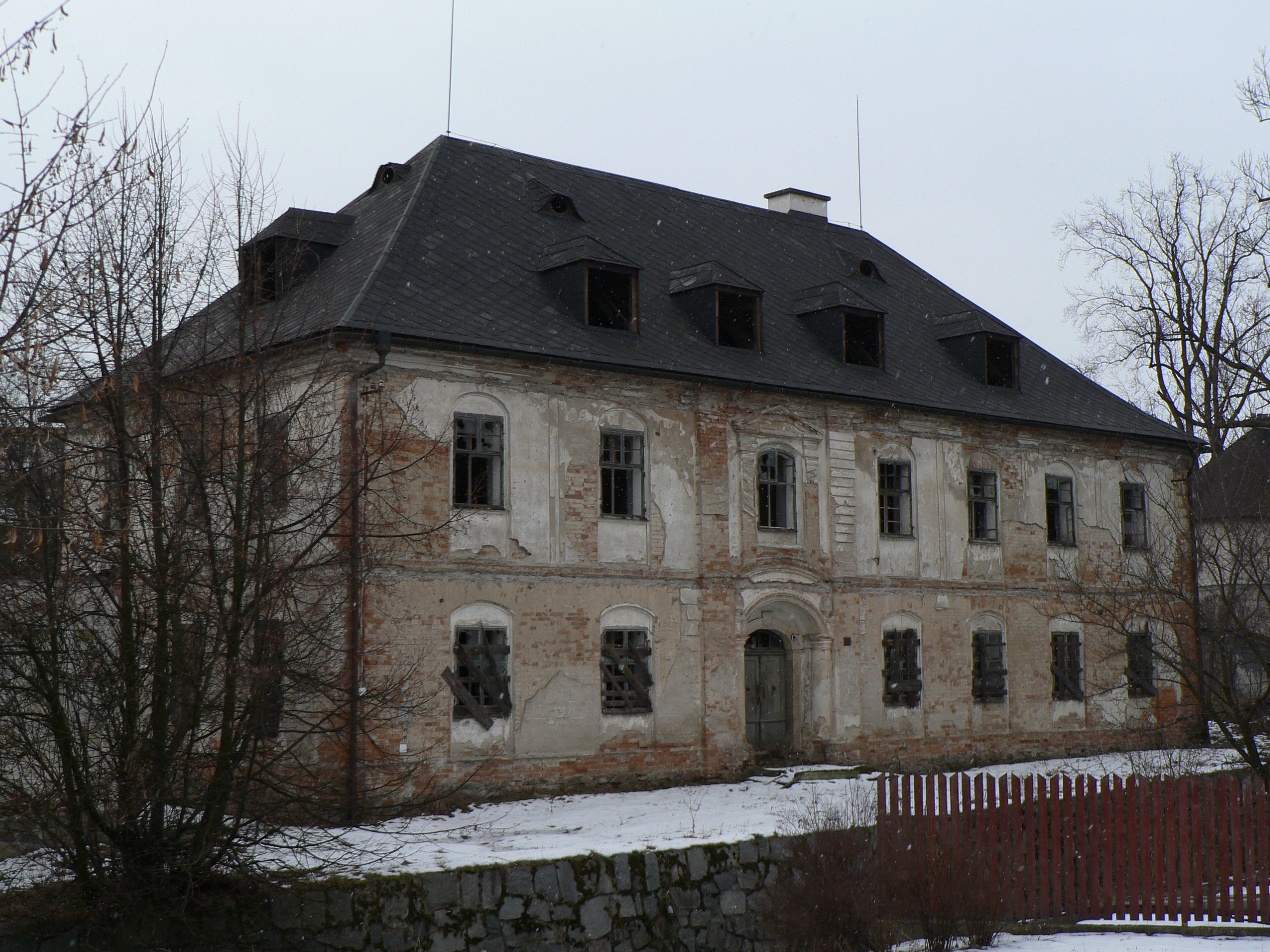
Empire-Gebäude mit ursprünglicher Fassade

- Die ehemalige Villa der Unternehmerfamilie Langer ist ein Neorenaissancebau. Nach ihrem Erstbesitzer Robert Rupprecht wird der 1886 von dem renommierten Architekten Karl Seidl entworfene Bau in der wissenschaftlichen Literatur auch als Villa Rupprecht bezeichnet. Seidl galt als weithin angesehener Architekt, der in den Gebieten der Österreichisch-ungarischen Monarchie, aber auch in Russland und Deutschland wirkte. Der repräsentative frei stehende Backsteinbau mit rechteckigem Grundriss folgt mit seinen symmetrisch geordneten Bauteilen den strengen Architekturprinzipien des Historismus. An der Ostseite befindet sich eine Terrasse, deren Steinsäulen und Arkaden einen Balkon im ersten Stock tragen. In die südlichen und nördlichen Fassaden sind halbrunde Nischen eingelassen, in denen allegorische weibliche Figuren stehen, die Architektur, Skulptur, Malerei und Musik darstellen. Das figurale Konzept gilt als außergewöhnlich für den mährischen Historismus. Der Eintritt geschieht über einen Treppenaufgang mit überdachter Balustrade an der Westseite. Das Bauwerk in seinem strengen, klar gegliederten, italienischen Villenstil der Neorenaissance ist eins der wenigen erhaltenen Gebäude dieser Art in Tschechien.[22] Es wurde im Jahr 2004 umfassend renoviert und beherbergt jetzt die Gemeindebibliothek.[23]
- Das Haus Nummer 204 ist ein zweistöckiges Empire-Gebäude aus dem Jahre 1827. Das frei stehende Backsteinhaus trägt ein Walmdach. Die Fassade wird durch schmucklose flache Pfeiler und Bänder gegliedert. Der Rundbogen des Eingangs ruht auf massiven undekorierten Pilastern. Im Rahmen der Konservierung kultureller Stätten des Dorfes wird das Gebäude restauriert.[24]

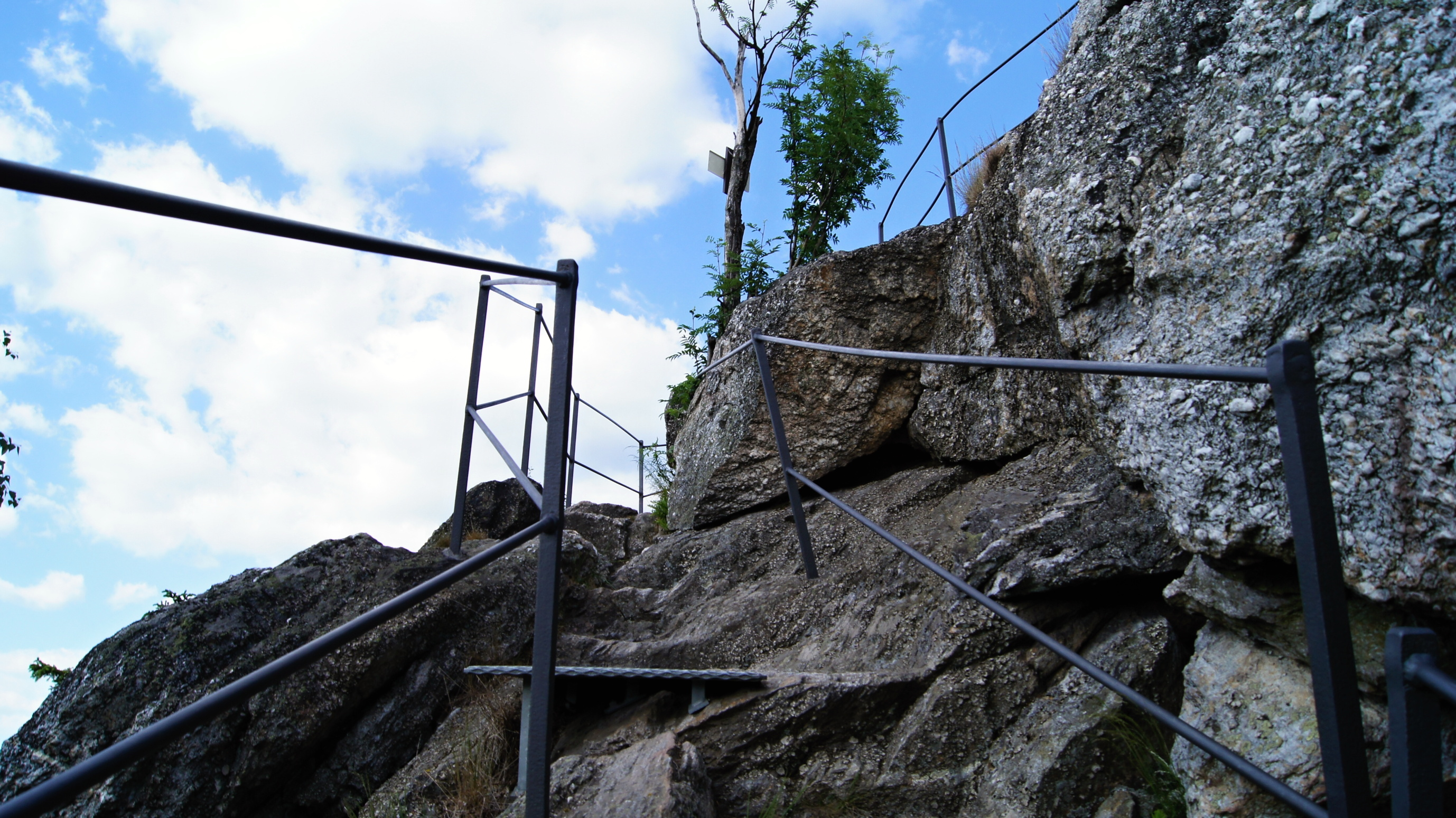
Aufstieg zum Bradlo (Bradelstein)

### Naturdenkmäler

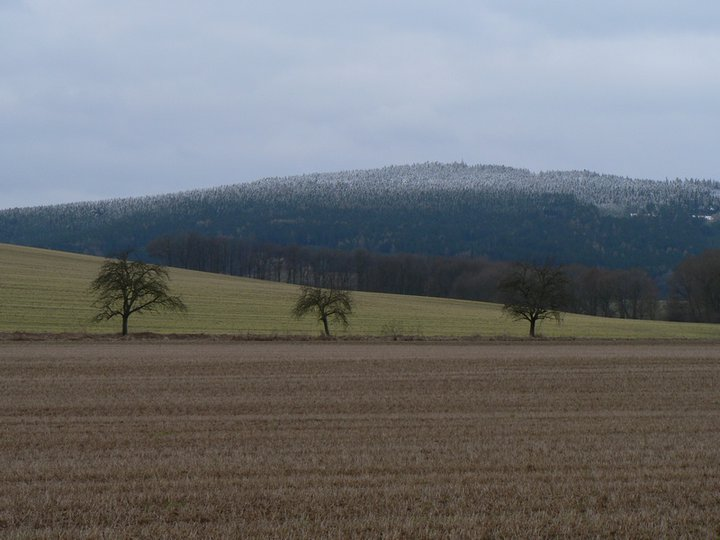
Bradlo von Dolni Libina aus gesehen

- Bradlo (Bradelstein, 601 m), Tři kameny (Dreistein, 558 m) und Kočičí skály (Katzenstein, 558 m) sind die höchstgelegenen Felsformationen des Úsovská vrchovina (Ausseer Hügellandes) aus Quarzit und Quarzkonglomeraten. Der Bergrücken ist als Wandergebiet und wegen seiner senkrechten und überhängenden Felswände als Übungsgebiet für Bergsteiger erschlossen. Von der Plattform des Bradlo ergibt sich ein weiter Rundblick über das nördliche Mähren. Der Felsen dient auch als trigonometrischer Punkt für astronomisch-geodätische Messungen. Das Gestein ist von Interesse für geologische und mineralogische Forschungen.[25] In einer Teufelssage werden die bizarren Felsquader und verstreuten Fels- und Gesteinsblöcke als Ergebnis einer verlorenen Teufelswette gedeutet, die ein unvollendet gebliebenes Schloss darstellen. Eine weitere tschechische Erzählung verknüpft den legendären Bradlo mit der Sage vom Blaník, nach der im Inneren des Berges ein großes Heer des Königs Wenzel schlafe und darauf warte, dem bedrohten Volke zu Hilfe zu kommen. Aufgrund der inhaltlichen Parallelen wird er auch Moravský Blaník (Mährischer Blanik) genannt.[26] Seit dem späten 19. Jahrhundert sind mit dem Berg auch nationale Bekundungen und völkische Feiern der tschechischen und ehemals deutschen Bevölkerung verbunden.[27]

## Söhne und Töchter der Gemeinde
- Ernst Schollich (* 26. April 1882 in Libau; † 23. Mai 1945 in Neutitschein), Politiker der deutschen Minderheit
- Ernst Kober (* 4. September 1885 in Deutsch Liebau; † 30. November 1963 in Ansbach), Museumsleiter und Archivar in Jägerndorf und Ansbach, Autor
- František Suchý Brněnský (* 9. April 1902 in Libina; † 12. Juli 1977 in Brno), tschechischer Oboist und Komponist[28][29]
- Albert Rotter (* 19. September 1904 in Deutsch Liebau; † 13. Dezember 1990 in Wabern), Lyriker, Prosaist und Pädagoge
- Rudolf Schön (* 5. April 1908 in Deutsch Liebau; † 22. Januar 1979 in Wien), österreichischer Pädagoge und Landesschulinspektor in Wien, Verfasser zahlreicher Mathematikbücher, gilt als „Vater der Mengenlehre in Österreich“[30]
- Grete Kunz, bekannt als Margarete Friebelung (* 28. März 1909 in Deutsch Liebau; † 5. Juni 1991 in Wiesbaden), Malerin, Grafikerin, Textildesignerin, Autorin
- Ferdinand Mauler (* 14. Januar 1914 in Böhmisch-Liebau; † 21. Februar 1982 in Rosenheim), bayerischer Landtagsabgeordneter
- Otto Böss (* 16. Juni 1929 in Deutsch-Liebau; † 12. Januar 1994), deutscher Osteuropahistoriker und Bibliothekar
- Tilman Zülch (* 2. September 1939 in Deutsch Liebau; † 17. März 2023 in Göttingen), deutscher Menschenrechtler
- Fiedler, Franz (* 7. Januar 1938 in Deutsch Liebau; Professor der Meteorologie Universität Karlsruhe)